# 一硅化三铬
一硅化三铬是一种无机化合物，化学式Cr3Si，它是铬的硅化物之一。它可以在铬粉和四氯化硅高温的反应中生成，但该反应会同时生成铬的其它硅化物。Cr5Si3和硅反应，可以得到Cr3Si。
它是一些化合物的晶体结构原型，属于Cr3Si结构的化合物有Nb3Al、Ti3Sb、Ti3Au等。